# سیب (سرده)

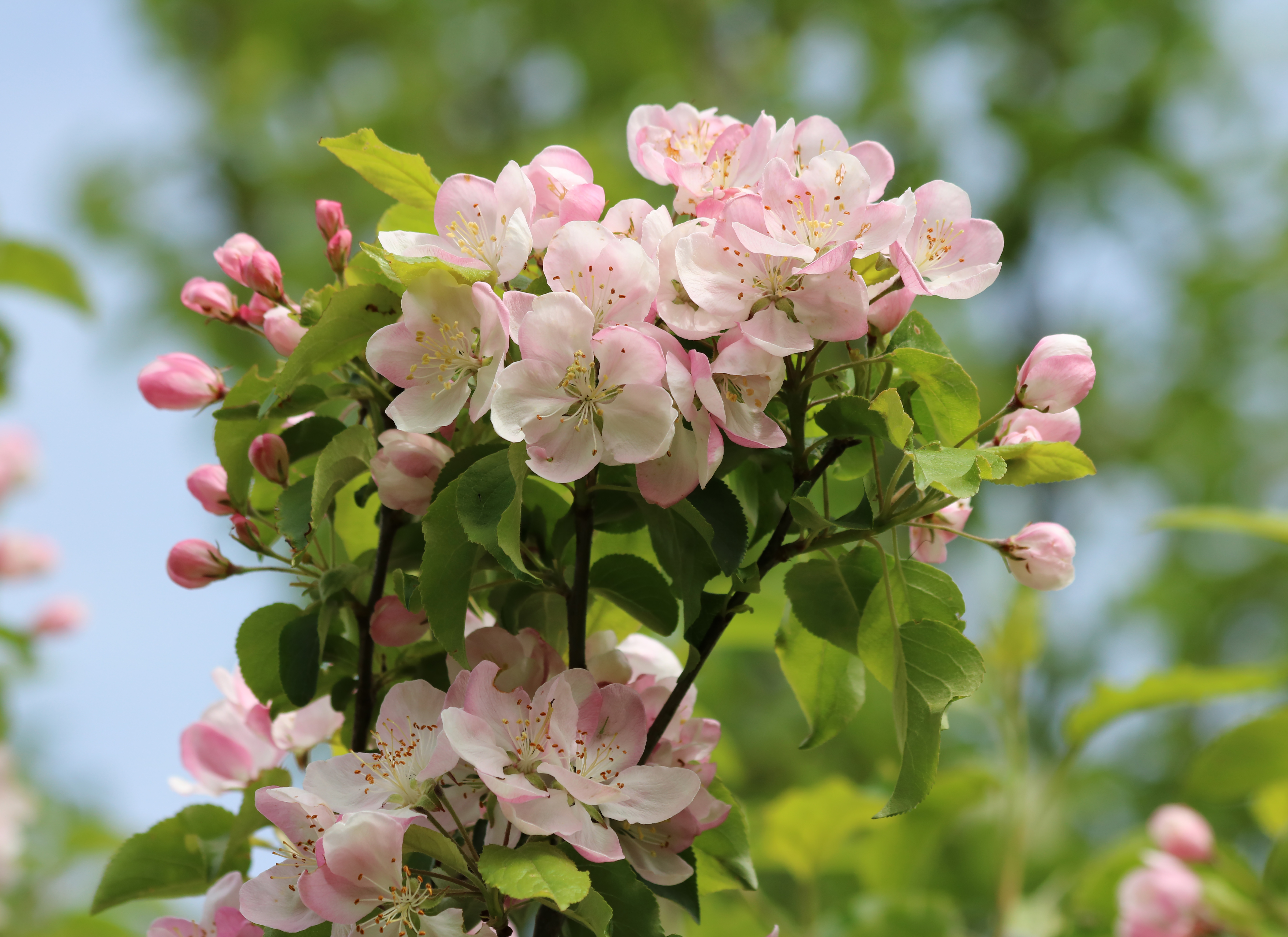
نگاره‌ای از شکوفه‌های درخت سیب جنگلی در فصل بهار.

سیب، سیب جنگلی (نام علمی: Malus) نام یک سرده از زیرخانواده مالوئیده است.